# Alexei Wladimirowitsch Krutow
Alexei Wladimirowitsch Krutow (russisch Алексей Владимирович Крутов; * 1. Februar 1984 in Moskau, Russische SFSR) ist ein ehemaliger russischer Eishockeyspieler, der zuletzt beim HC Red Ice in der National League B unter Vertrag stand. Sein Vater Wladimir Krutow war ebenfalls professioneller Eishockeyspieler.

## Karriere
Alexei Krutow begann seine Karriere als Eishockeyspieler in der Jugend des Zürcher SC. Später spielte er für den HK ZSKA Moskau, für dessen erste Mannschaft er in der Saison 2001/02 sein Debüt in der russischen  Superliga gab. Nach einer Spielzeit in der zweiten Mannschaft von Lokomotive Jaroslawl in der drittklassigen Perwaja Liga stand der Angreifer zwei Jahre lang für Krylja Sowetow Moskau in der Wysschaja Liga auf dem Eis. Im Anschluss stand er für je eine Spielzeit bei den beiden Erstligisten Metallurg Nowokusnezk und Sewerstal Tscherepowez unter Vertrag.
Im Sommer 2007 erhielt der Russe einen Vertrag bei den ZSC Lions aus der Schweizer National League A, mit denen er anschließend in der Saison 2007/08 Schweizer Meister wurde, sowie in der Saison 2008/09 die erstmals ausgetragene Champions Hockey League gewann.
Nach Ablauf der Saison 2010/11 kehrte Krutow in sein Heimatland zurück und unterzeichnete einen Vertrag bei Awtomobilist Jekaterinburg aus der Kontinentalen Hockey-Liga. Ein Jahr später, im Juni 2012, wechselte er innerhalb der Liga zu Atlant Mytischtschi, verließ diesen Verein jedoch kurze Zeit später und wurde von Neftechimik Nischnekamsk verpflichtet. Für Neftechimik kam er in der Saison 2012/13 nur auf 17 KHL-Partien, in denen er keine Scorerpunkte erzielen konnte.
Im Mai 2013 wechselte er innerhalb der KHL zum HK Spartak Moskau, für den er bis Januar 2014 16 Scorerpunkte in 42 KHL-Partien sammelte. Anschließend kehrte er in die Schweiz zurück und absolvierte vier Spiele für den Genève-Servette HC, ehe er zur Saison 2014/15 vom HK Sotschi verpflichtet wurde. Im Juni 2015 kehrte er zu Spartak zurück.
Ab April 2016 stand er für eine Saison beim HC Red Ice in der National League B unter Vertrag.

## Erfolge und Auszeichnungen
- 2008 Schweizer Meister mit den ZSC Lions
- 2009 Champions-Hockey-League-Gewinn mit den ZSC Lions
- 2009 Victoria-Cup-Gewinn mit den ZSC Lions